# Janusz Rudnicki
Janusz Rudnicki (* 13. listopadu 1956, Kandřín-Kozlí, Polsko) je polský spisovatel a novinář.

## Životopis
Jako novinář působil v protikomunistickém hnutí Solidarita, po zavedení výjimečného stavu v roce 1981 byl internován. V roce 1983 emigroval do Německa. Vystudoval slavistiku a germanistiku na hamburské univerzitě. Své texty publikuje v literárním měsíčníku Twórczość, je stálým spolupracovníkem deníku Gazeta Wyborcza, jeho fejetony vycházejí také v MF Dnes.

## Dílo
- Można żyć (Dá se žít), 1992
- Cholerny świat (Zatracený svět), 1994
- Tam i z powrotem po tęczy (Tam a zpátky po duze), 1997
- Męka kartoflana (Bramborová muka), 2000
- Mój Wehrmacht (Můj Wehrmacht), 2004
- Chodźcie, idziemy (Pojďte, jdeme), 2007 (nominovaná na prestižní polskou literární cenu Nike 2008)
- Śmierć czeskiego psa (Smrt českého psa), 2009 (finále ceny Nike 2010, ceny TVP Kultura, Gdyňské literární ceny a nominace na ocenění Angelus)

### V českém překladu
- Smrt českého psa, Protimluv, Ostrava 2009 (Męka kartoflana, vybrané texty ze sbírek próz Mój Wehrmacht, Śmierć czeskiego psa)
- Mein Kampf a moje jiné boje, Dauphin, Praha-Podlesí 2012 (vybrané povídky ze sbírek Mój Wehrmacht a Śmierć czeskiego psa)
- Pojďte, jdeme, Dauphin, Praha-Podlesí 2012 (Chodźcie, idziemy)